# Winnyzki Chutory
Winnyzki Chutory (ukrainisch Вінницькі Хутори, russisch Винницкие Хутора Winnizkije Chutora) ist ein Dorf im Zentrum der ukrainischen Oblast Winnyzja in der historischen Region Podolien mit etwa 6700 Einwohnern.

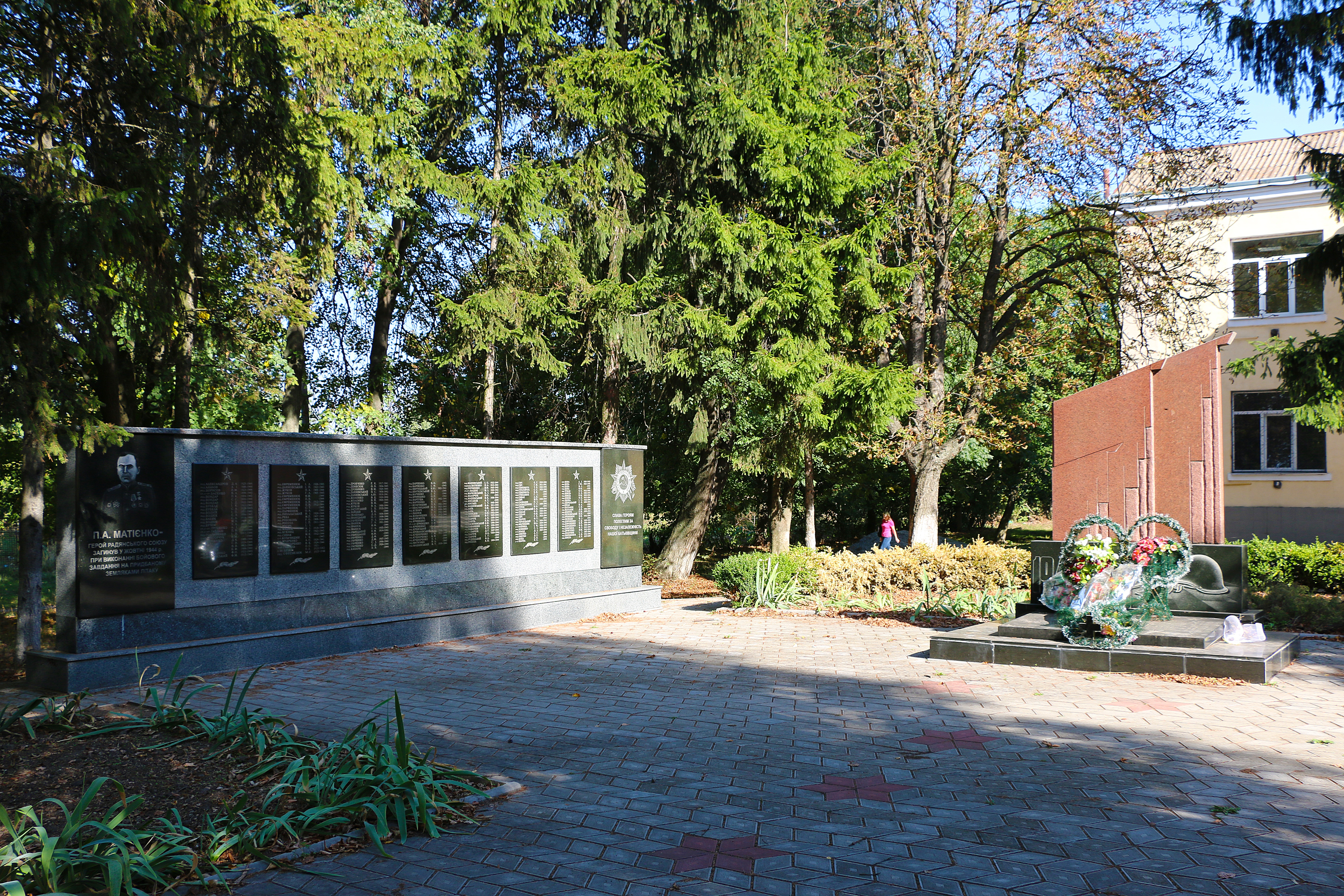
Denkmal im Ort

Das 1640 erstmals schriftlich erwähnte Dorf hat eine Fläche von 2,418 km² und liegt auf 298 m Höhe am Ufer der Winnytschka (Вінничка), einem 13 km langen, linken Nebenfluss des Südlichen Bugs und grenzt in seinem Westen und Norden an die Oblasthauptstadt Winnyzja.
An der Ortschaft vorbei verläuft die Fernstraße M 12 und die Territorialstraße T–02–04.
Am 12. Juni 2020 wurde das Dorf ein Teil der Stadtgemeinde Winnyzja, bis dahin bildete es die gleichnamige Landratsgemeinde Winnyzki Chutory (Вінницько-Хутірська сільська рада/Winnyzko-Chutirska silska rada) im Zentrum des Rajons Winnyzja.